# 斜方切頂立方八面体
斜方切頂立方八面体（しゃほうせっちょうりっぽうはちめんたい、英: rhombitruncated cuboctahedron）、または大菱形立方八面体（だいりょうけいりっぽうはちめんたい、英: great rhombicuboctahedron）、切頂立方八面体（せっちょうりっぽうはちめんたい、英: truncated cuboctahedron）、切頭立方八面体（せっとうりっぽうはちめんたい）、角切り立方八面体（かくぎりりっぽうはちめんたい）とは、半正多面体の一種で、立方八面体の各頂点を切り落としたような立体である。ただし、正確に立方八面体の各頂点を切り落とした形にはなっていない。

## 性質
- 表面積: 一辺を{\displaystyle a}とすると {\displaystyle S=(24+12{\sqrt {2}}+12{\sqrt {3}})a^{2}}
- 体積: 一辺を{\displaystyle a}とすると {\displaystyle V=(22+14{\sqrt {2}})a^{3}}
- 外接球半径: 一辺を2とすると{\displaystyle {\sqrt {13+6{\sqrt {2}}}}}
- ゾーン多面体の一種でもある。

## この図形の不正確なものと頂点が共通となる立体

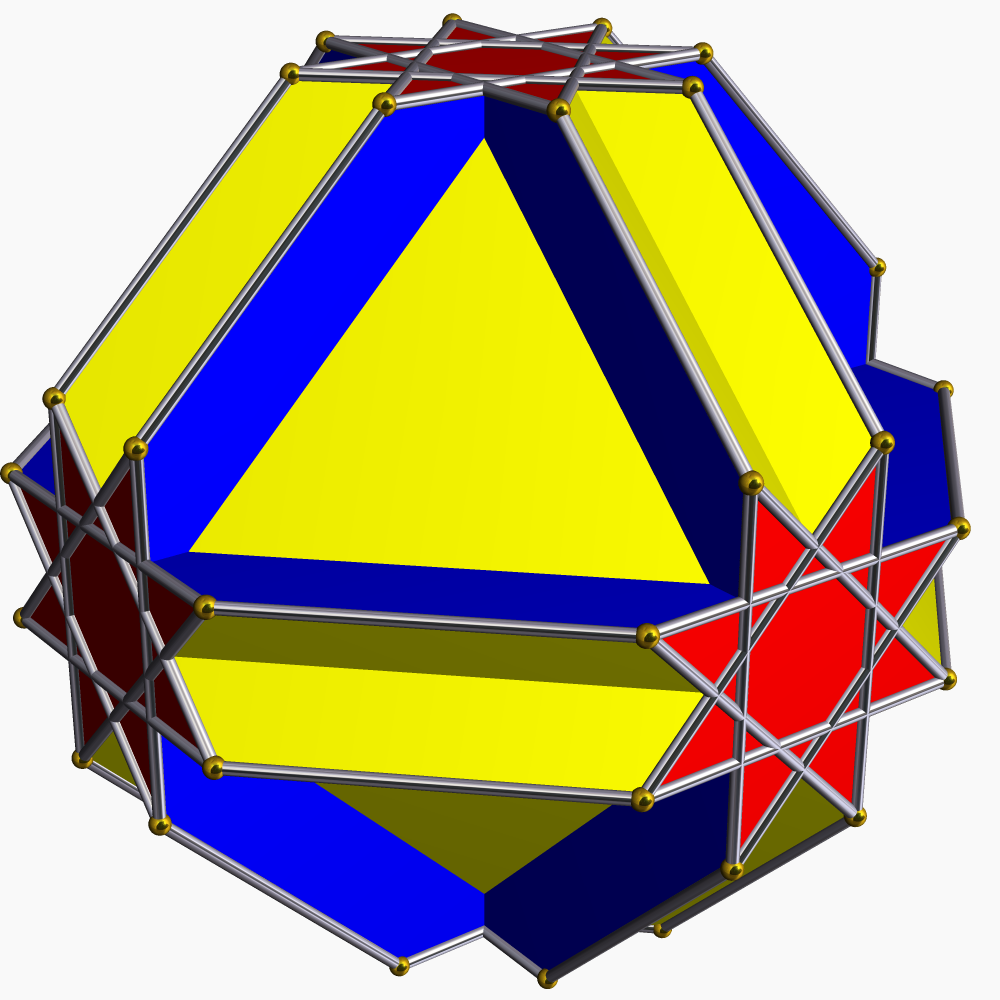
立方切頂立方八面体
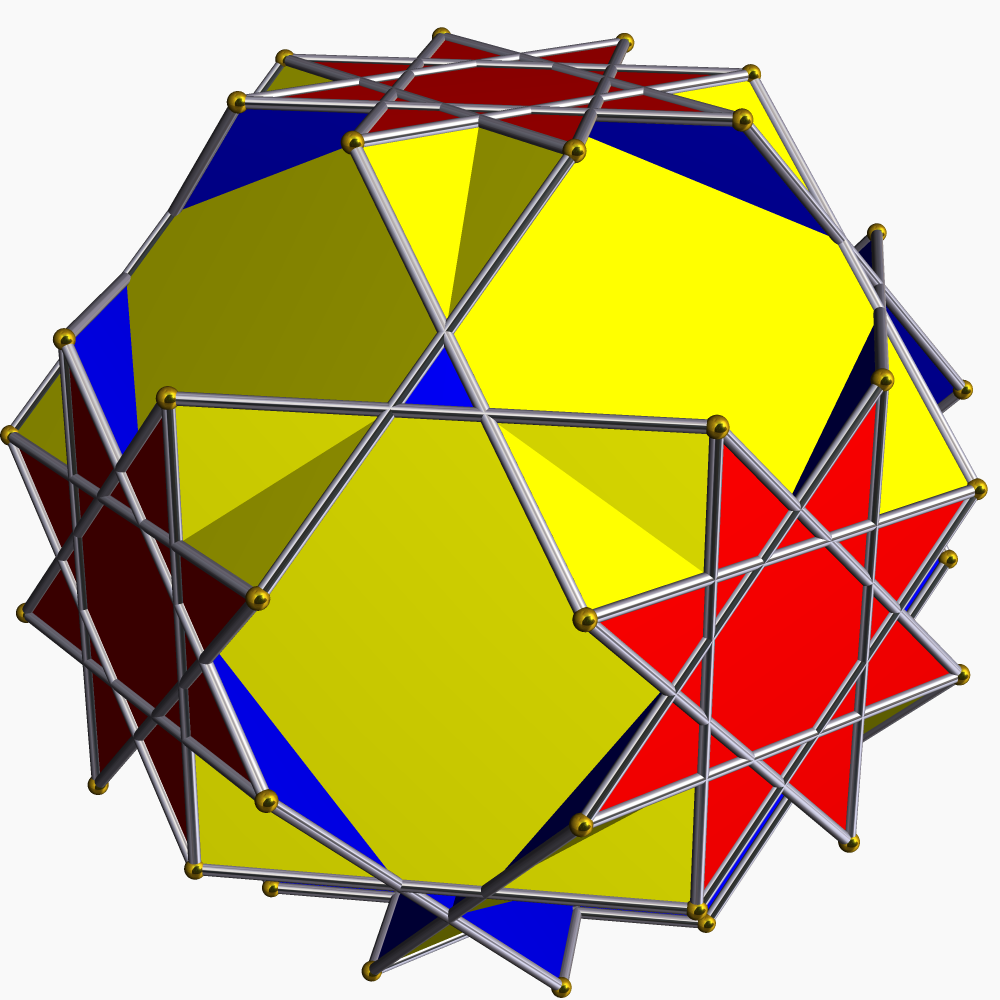
大切頂立方八面体

## 近縁な立体

立方八面体 （ベースの形）
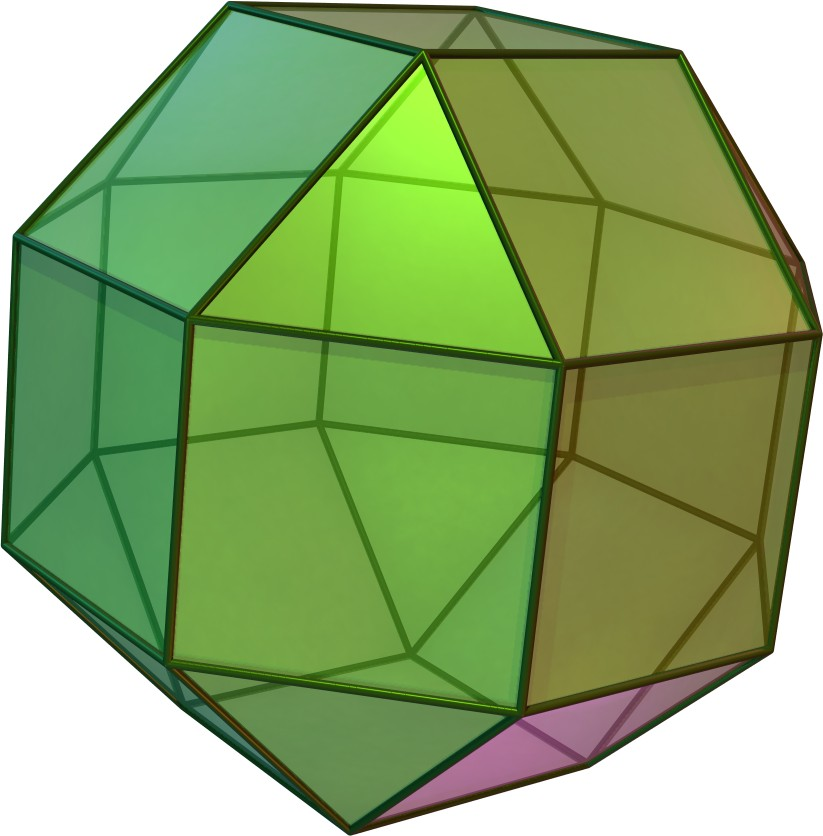
斜方立方八面体 （切り込みを深くする）
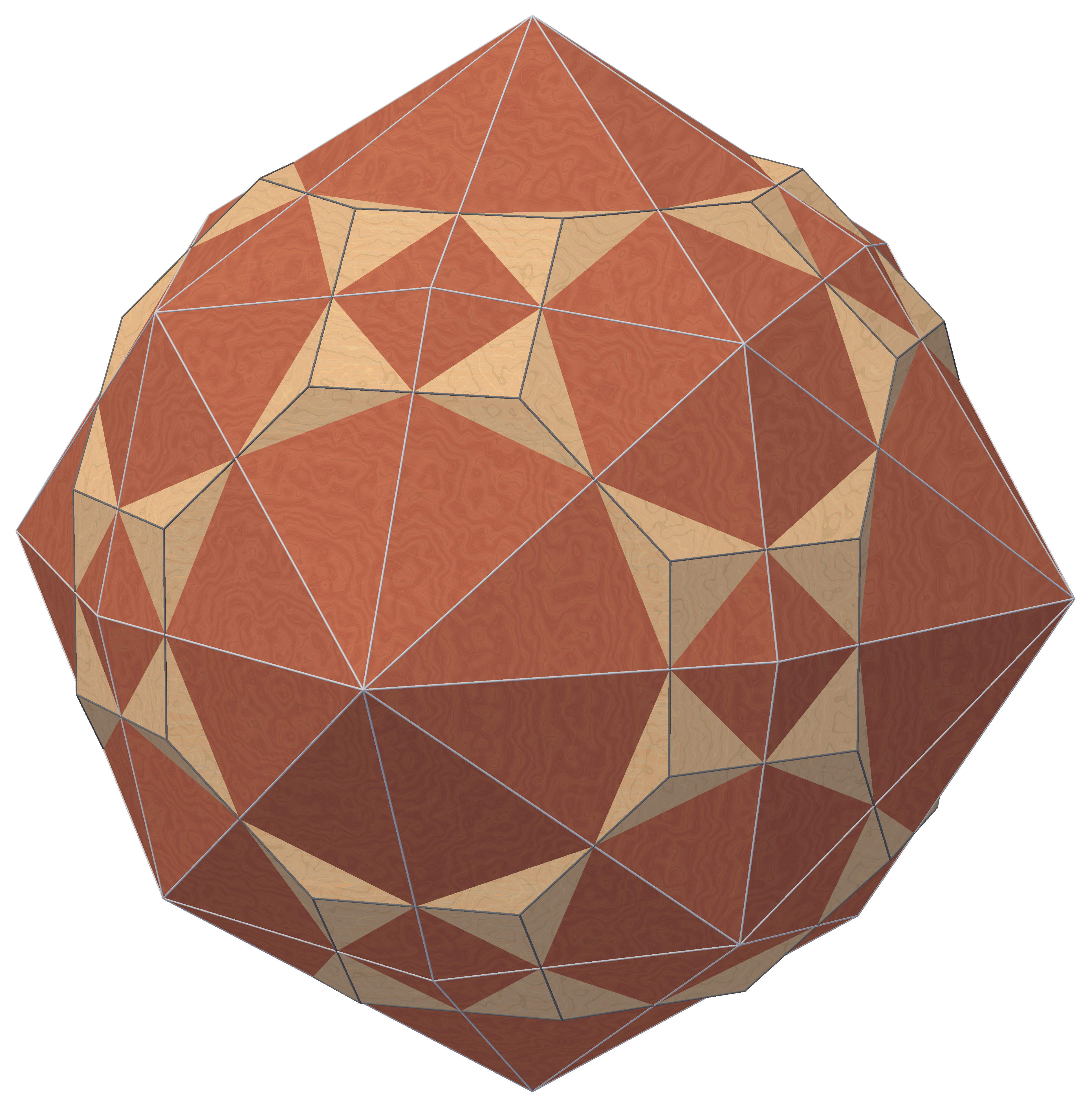
斜方切頂立方八面体と六方八面体による複合多面体